# جون برتراند (ربان)
جون برتراند (بالإنجليزية: John Bertrand)‏ هو ربان ‏ أسترالي، ولد في 20 ديسمبر 1946 في ملبورن في أستراليا.

## وصلات خارجية
- جون برتراند على موقع الاتحاد الدولي للملاحة الشراعية (موقع جديد) (الإنجليزية)
- جون برتراند على موقع اللجنة الأولمبية الدولية (الإنجليزية)
- جون برتراند على موقع أوليمبيديا (الإنجليزية)
- جون برتراند على موقع اللجنة الأولمبية الأسترالية (الإنجليزية)
- جون برتراند على موقع قاعة أستراليا للمشاهير الرياضية (الإنجليزية)